# Конрад фон Варберг
Конрад фон Варберг (на немски: Konrad von Warberg; * ок. 1290; † ок. 1355) е благородник от род Варберг, господар на замък Варберг в Долна Саксония.
Той е третият син на Конрад (Куно) фон Варберг († сл. 1329), който 1306/1314 г. е бургман на Зомершенбург, 1301 г. нобилис, 1314 г. рицар, и съпругата му Юта фон дер Асебург († сл. 1323), дъщеря на рицар Буркхард фон Волфенбютел, преим. фон дер Асебург († 1303/1312) и Кунигунда фон Халермунд († 1304). Внук е на Херман фон Варберг († 1302) и съпругата му Вилибирг фон Вернигероде, дъщеря на граф Гебхард I фон Вернигероде († 1269) и Луитгард. Правнук е на Херман фон Варберг († сл. 1256) и Лутгард фон Дорщат († 1278). Праправнук е на граф Конрад фон Варберг († сл. 1220), който с баща си граф Конрад фон Хаген (1134 – 1200) построява замък Бург Варберг.
Родът му произлиза от графовете фон Хаген и Ем. Резиденцията на фамилията му е водният замък Варберг в Долна Саксония. Членовете на фамилията имат висши църковни служби, дават епископи на Халберщат и Минден и се издигат на имперски князе.
Роднина е на Буркхард фон Варберг († 1458), епископ на Халберщат (1437 – 1458).

## Фамилия
Конрад фон Варберг се жени ок. 1320 г. за София фон Хомбург († 1358), внучка на Бодо фон Хомбург († сл. 1316), дъщеря на Хайнрих фон Хомбург († сл. 1338) и Агнес фон Мансфелд († сл. 1302), дъщеря на Гебхард I фон Мансфелд († ок. 1282) и Ирмгард фон Анхалт?. Те имат пет деца:
- Конрад фон Варберг († сл. 1376)
- Хайнрих фон Варберг († сл. 1354)
- Херман фон Варберг († сл. 1376), нобилис, в Зомершенбург, каноник в Брауншвайг; има един син:
  - Конрад фон Варберг (* ок. 1360; † сл. 1416), рицар, женен за София фон Щайнберг (* ок. 1365); имат една дъщеря:
    - Кунигунда фон Варберг († сл. 1457), омъжена ок. 1420 – 1425 г. за Зигфрид фон Хойм († сл. 1469)
- Лудолф фон Варберг († сл. 1383), женен за Хиле († 12 февруари 13??); имат два сина
- Агнес фон Варберг († пр. 1350)